# Uroš Knežević
Uroš Knežević cyr. Урош Кнежевић (ur. 2 stycznia 1811 w Sremski Karlovci, zm. 21 października 1876 w Belgradzie) – serbski malarz.

## Życiorys
Był synem Teodora i Julijany. Początkowo uczył się w gimnazjum w Sremski Karlovci, gdzie też pobierał pierwsze lekcje rysunku. W 1834 przeniósł się do Serbii, początkowo do Kragujevaca, a następnie do Smedereva. W 1840 przeniósł się do Belgradu, gdzie uczył się malarstwa i zaczął portretować znane postacie życia publicznego. Portrety, które malował na zamówienie nie przynosiły mu znaczących dochodów i nie pozwalały na realizację marzeń o studiowaniu malarstwa w Wiedniu.
Znacznie większe dochody uzyskiwał odkąd zaczął malować ściany w kościołach belgradzkich. Dzięki temu w 1844 wyjechał do Wiednia, a w 1846 jego prace zaprezentowano w jednej z galerii wiedeńskich. Powrócił do Belgradu, gdzie mieszkał do końca życia. W 1871 z uwagi na ciężką chorobę przestał malować. Zmarł w 1876.

## Twórczość
W Serbii znany był przede wszystkim jako portrecista - namalował ponad 200 portretów. Na początku lat 50. na zaproszenie księcia Aleksandra Karadżordziewicia przystąpił do realizacji projektu prywatnej galerii władców serbskich i przywódców serbskiego powstania. Do 1855 zrealizował około 20 obrazów do galerii, ale dzieła nie skończył. Na polecenie księcia opracował także projekt cerkwi św. Piotra i Pawła w Majdanpeku. W malarstwie początkowo bliski był mu styl biedermeierowski, który po studiach w Wiedniu przekształcił się w naturalizm.

## Galeria

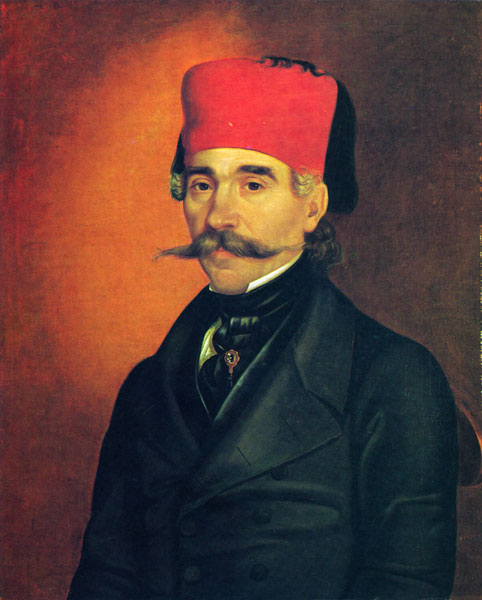
Portret Vuka Karadžicia (1846)
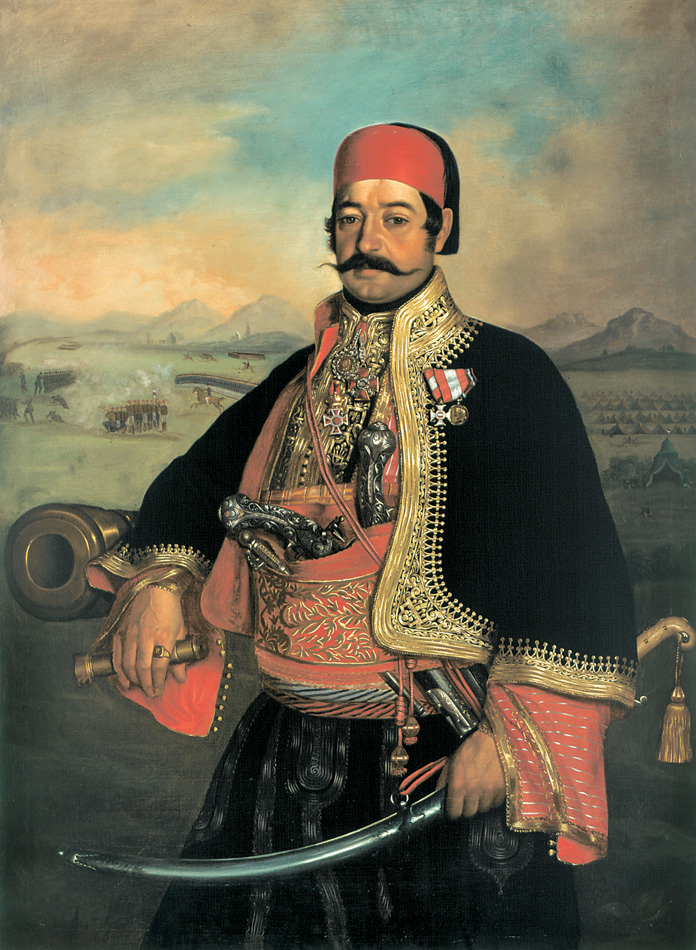
Portret Stevana Knićanina (1849)
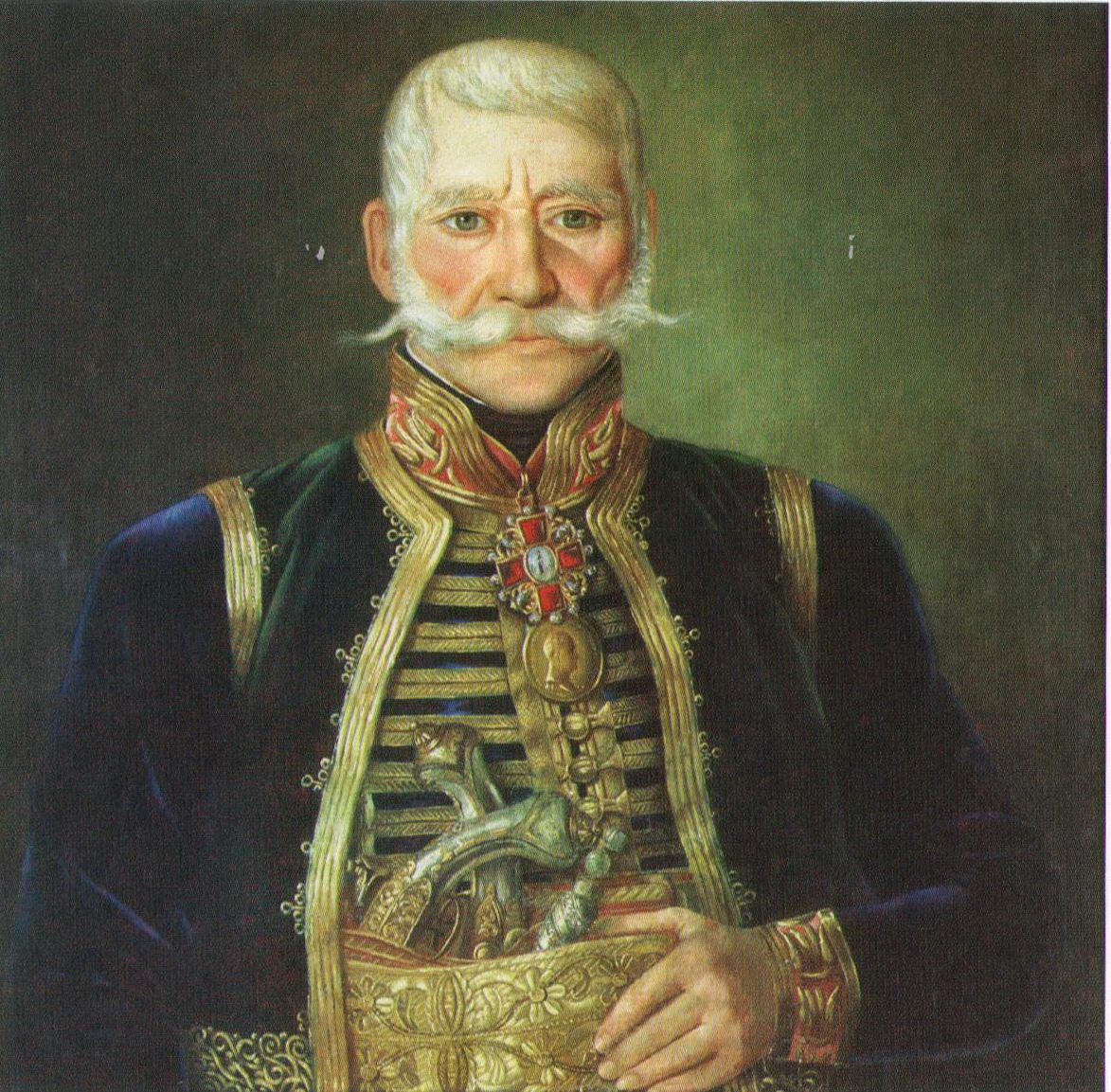
Portret Jakova Nenadovicia (1850)
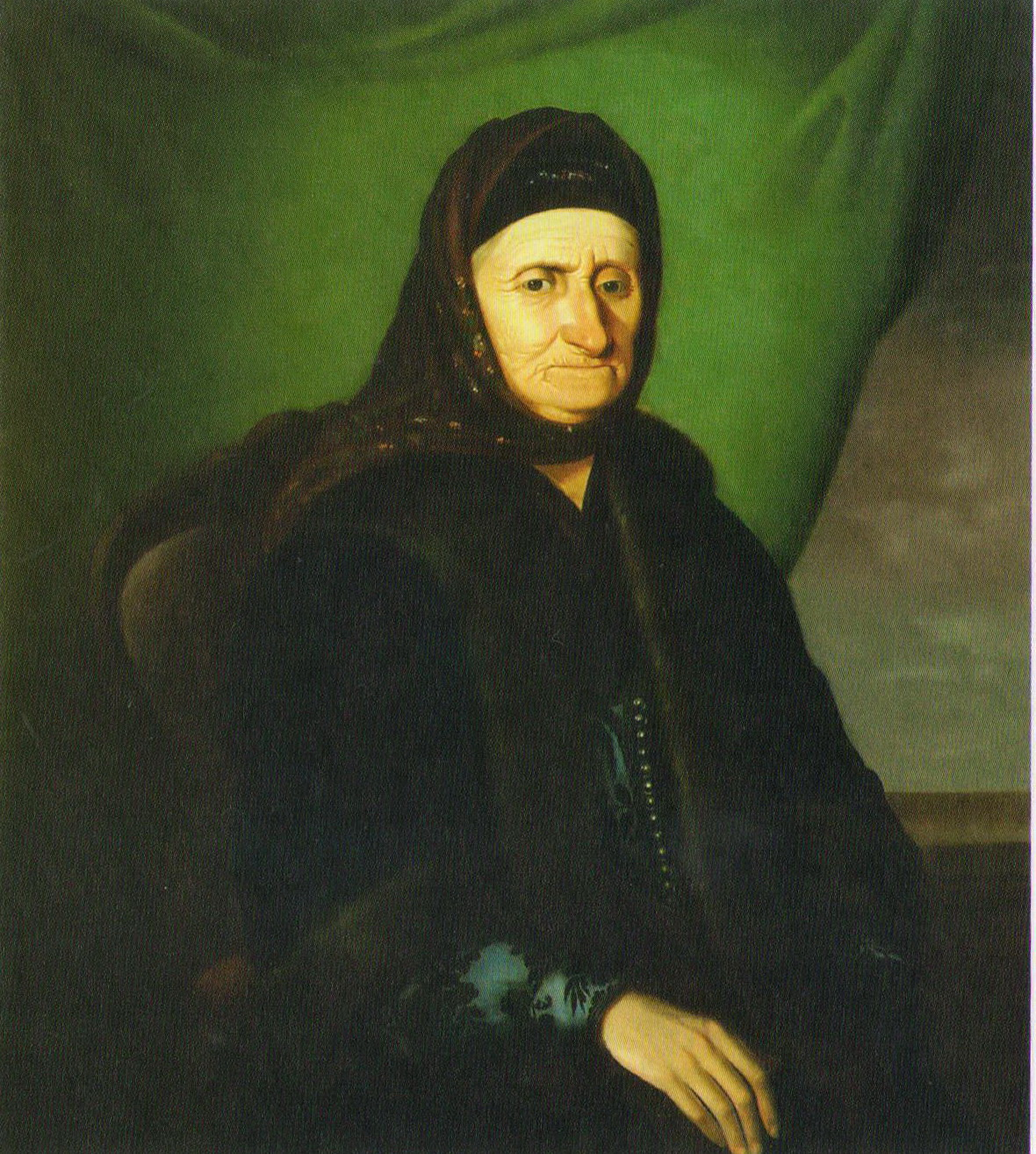
Portret Jeleny Karađorđević (1850)